# Prepona gnorima
Prepona gnorima är en fjärilsart som beskrevs av Bates 1865. Prepona gnorima ingår i släktet Prepona och familjen praktfjärilar. Inga underarter finns listade i Catalogue of Life.